# Mangleacfora

Armênia em 150. Gogarena situa-se ao norte

Mangleacfora (em armênio/arménio: Մանգլյաց փոր; romaniz.: Mangłeac’p’or), segundo a Geografia de Ananias de Siracena (século VII), foi um gavar (cantão) da província de Gogarena, na Armênia. Em 363, foi incorporado na região da Baixa Ibéria e pertenceu ao Ducado de Gardabani. Tinha 925 quilômetros quadrados.